# KTS Tarnobrzeg

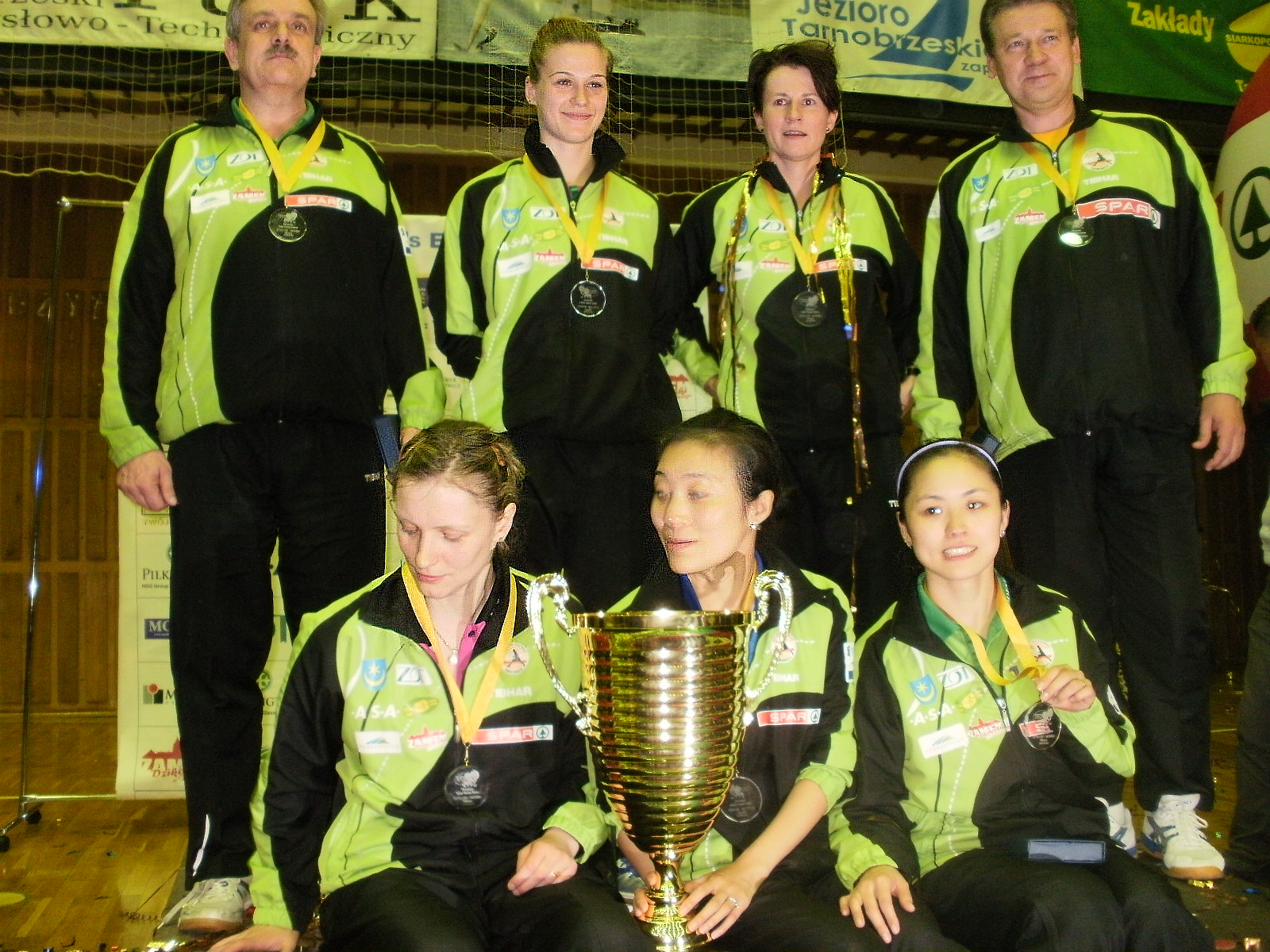
KTS Tarnobrzeg podczas dekoracji z okazji zdobycia Mistrzostwa Europy w rozgrywkach Pucharu Europejskiej Unii Tenisa Stołowego w 2015 roku.

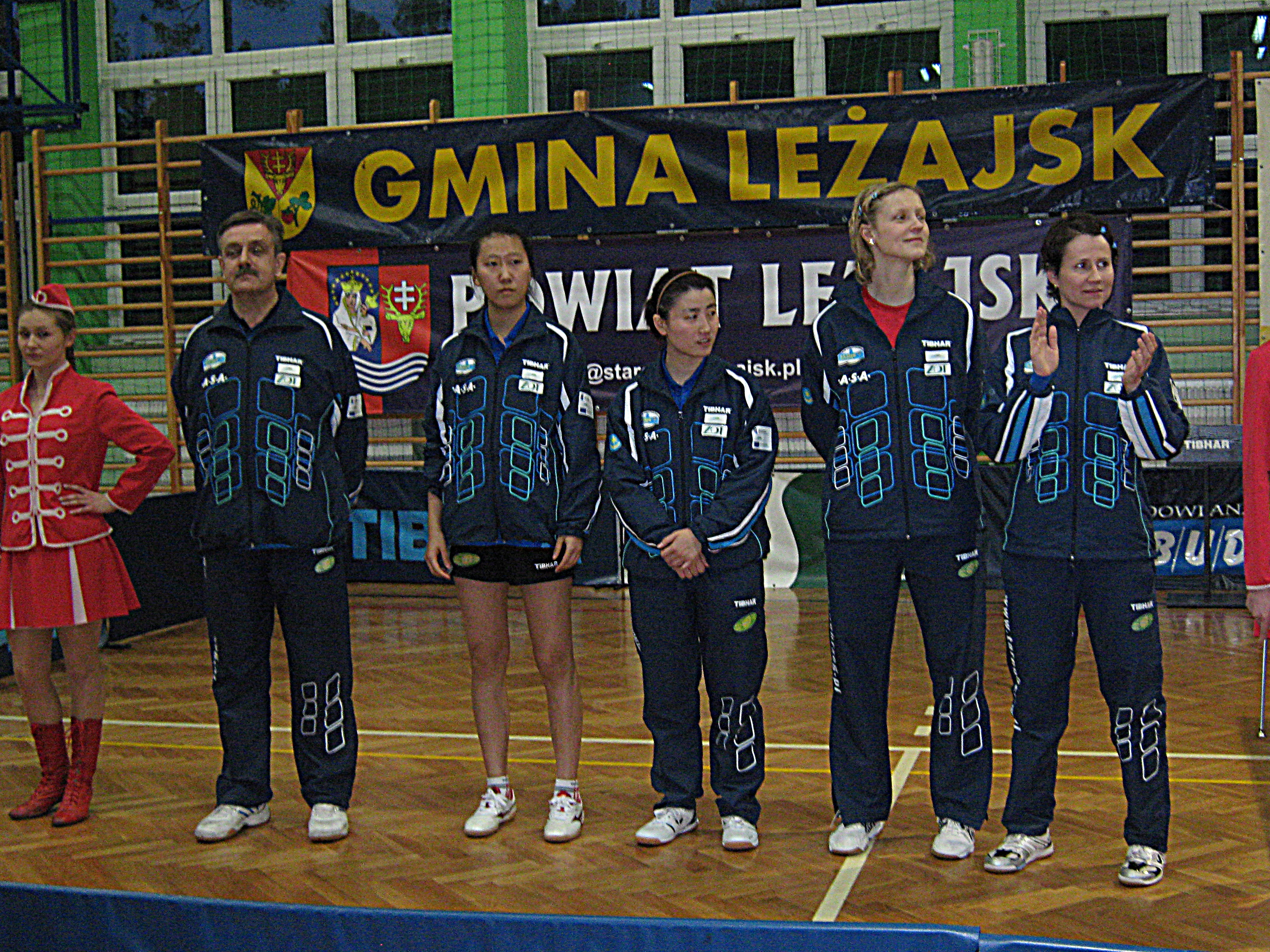
KTS Tarnobrzeg podczas meczu ligowego ze Spójnią Warszawa, odbywającego się 12 stycznia 2013 roku w Brzózie Królewskiej. Od lewej: Zbigniew Nęcek, Wang Yixiao, Jia Jun, Kinga Stefańska, Renata Štrbíková.

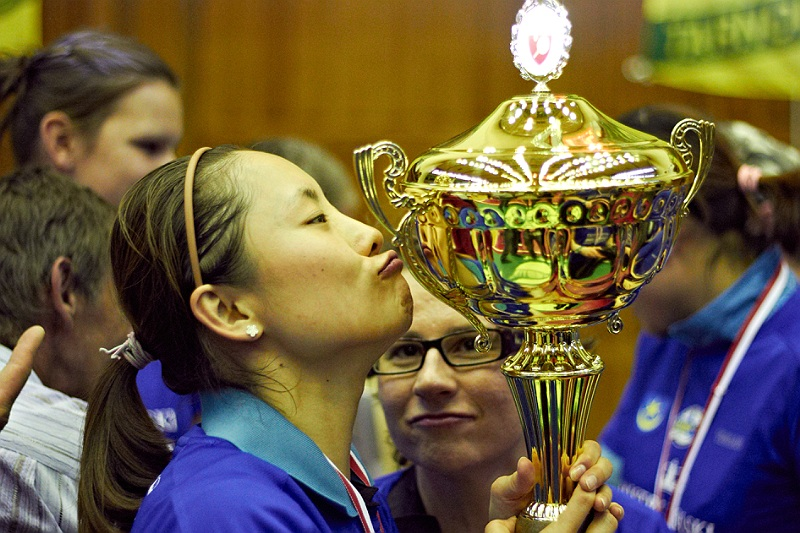
Li Qian z Pucharem Drużynowego Mistrza Polski Kobiet w tenisie stołowym, zdobytym po raz 21 przez KTS Tarnobrzeg w sezonie 2011/12.

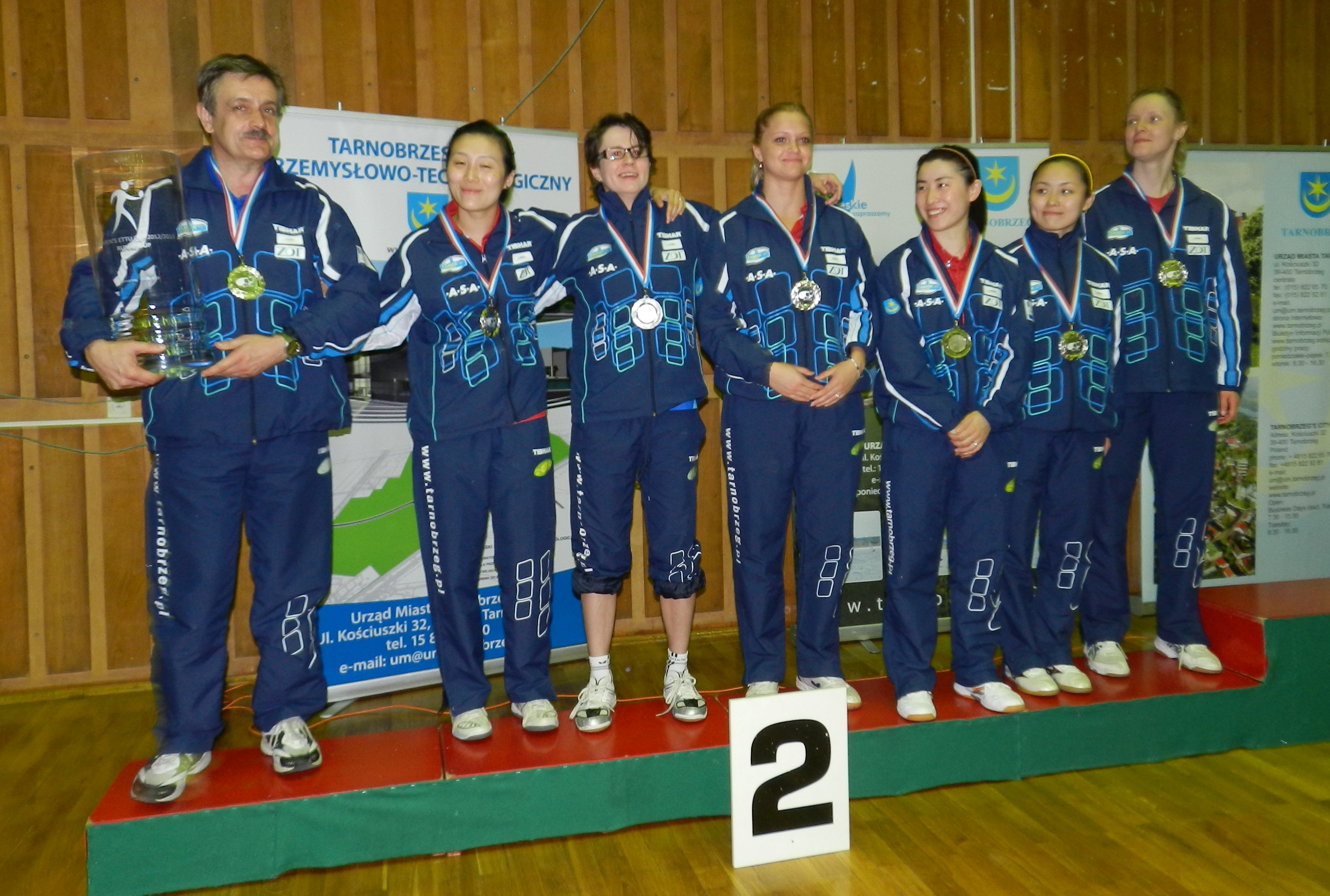
KTS Tarnobrzeg podczas dekoracji z okazji zdobycia Wicemistrzostwa Europy w rozgrywkach Pucharu ETTU. Od lewej: trener Zbigniew Nęcek, Han Ying, Renata Štrbíková, Marharyta Pesoćka, Jia Jun, Li Qian, Kinga Stefańska (2013).

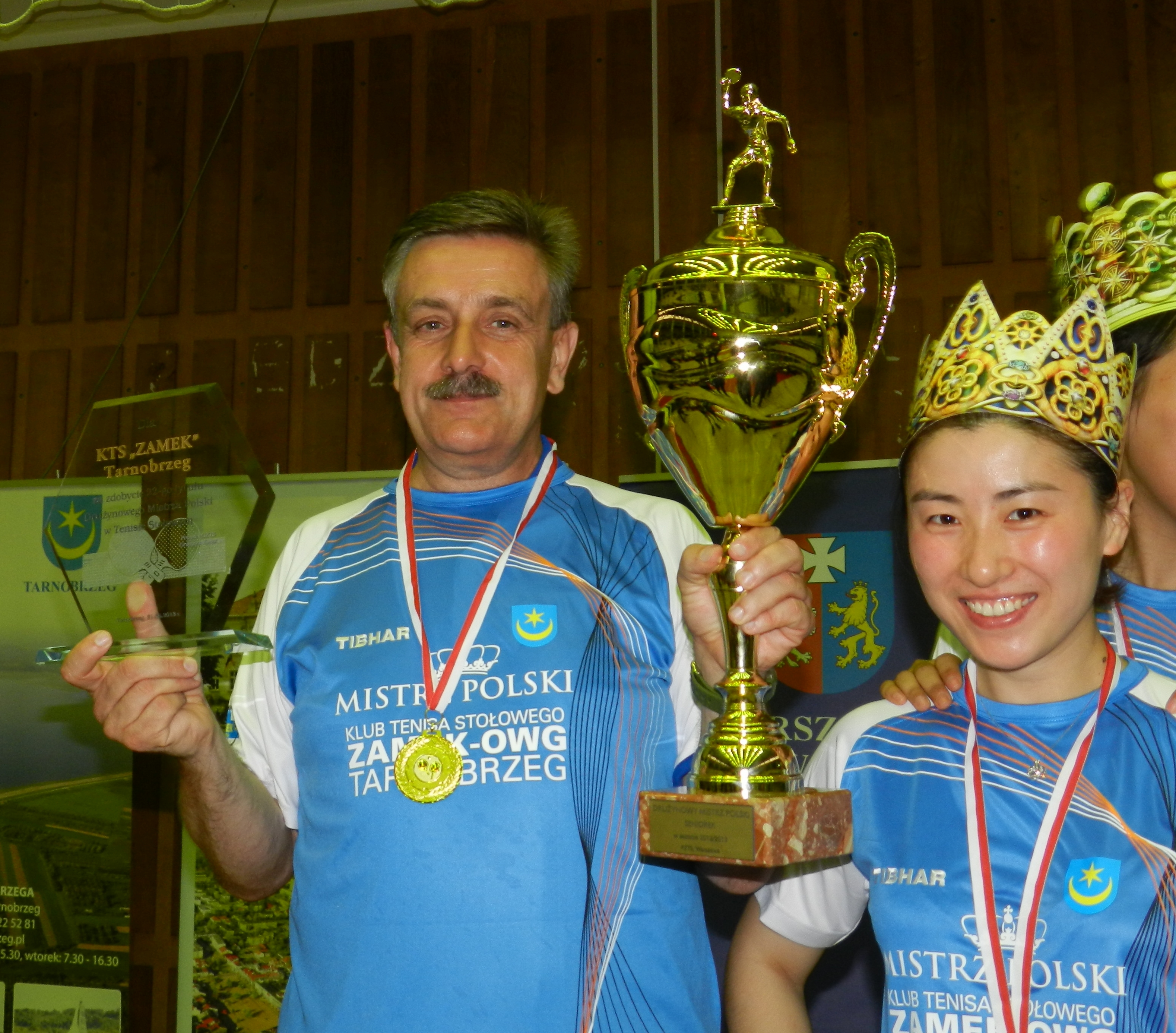
Trener Zbigniew Nęcek i Jia Jun podczas dekoracji z okazji zdobycia przez KTS Tarnobrzeg tytułu Drużynowego Mistrza Polski w sezonie 2012/2013.

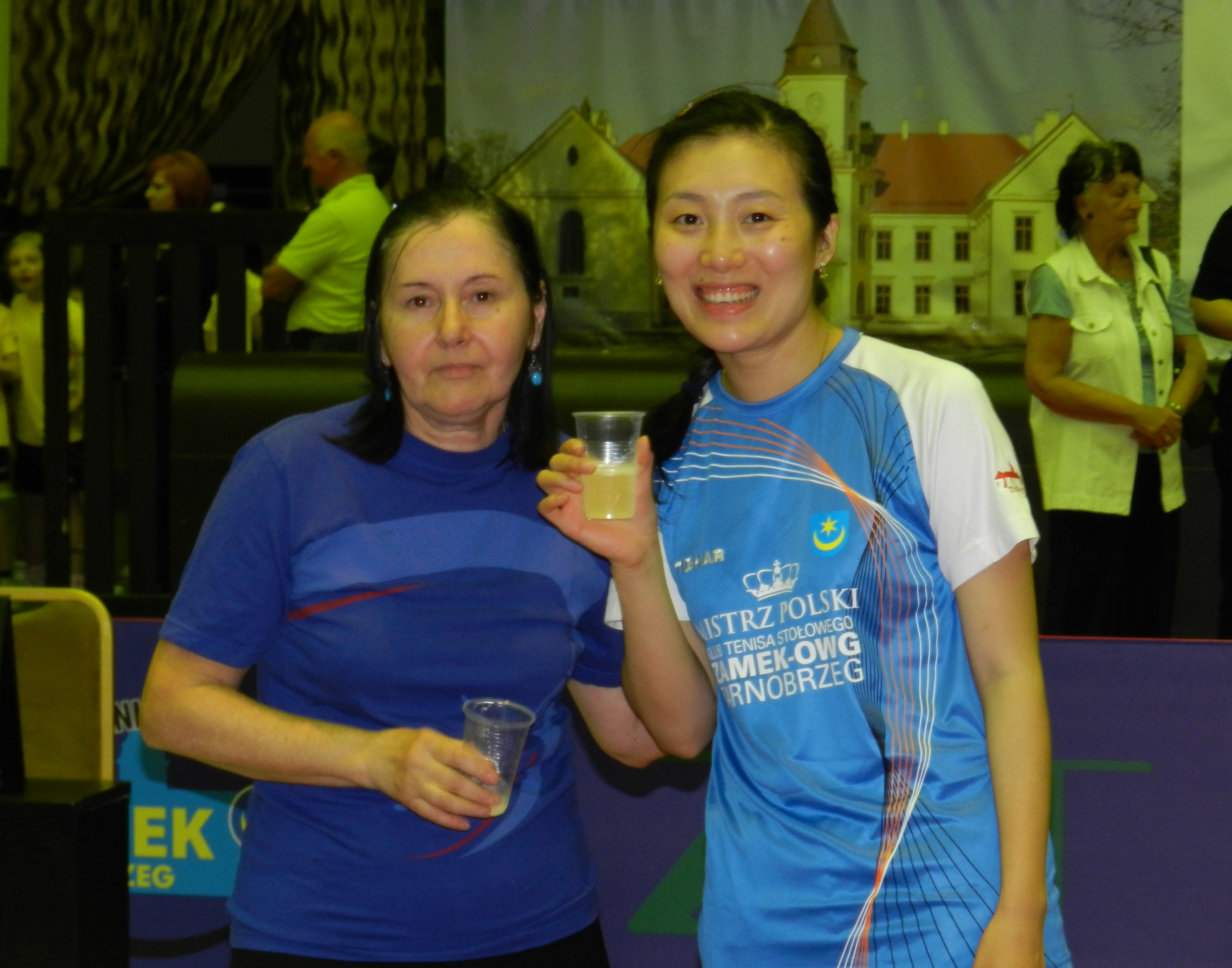
Tamara Czigwincewa (z lewej), zawodniczka KTS Tarnobrzeg w latach 1989 - 1992. Z prawej Han Ying.

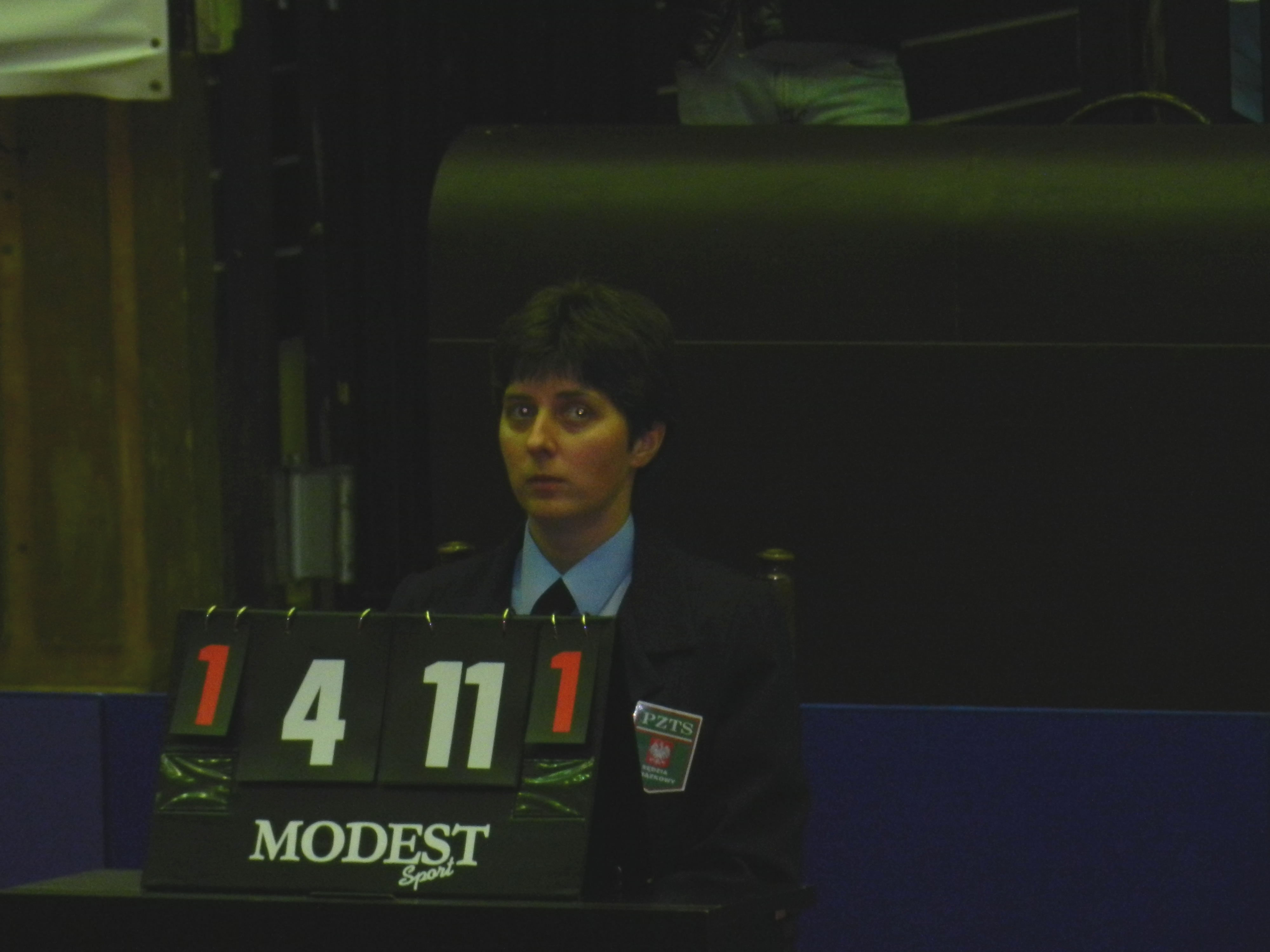
Małgorzata Nastaj. Zawodniczka KTS Tarnobrzeg w latach 1991-1994.

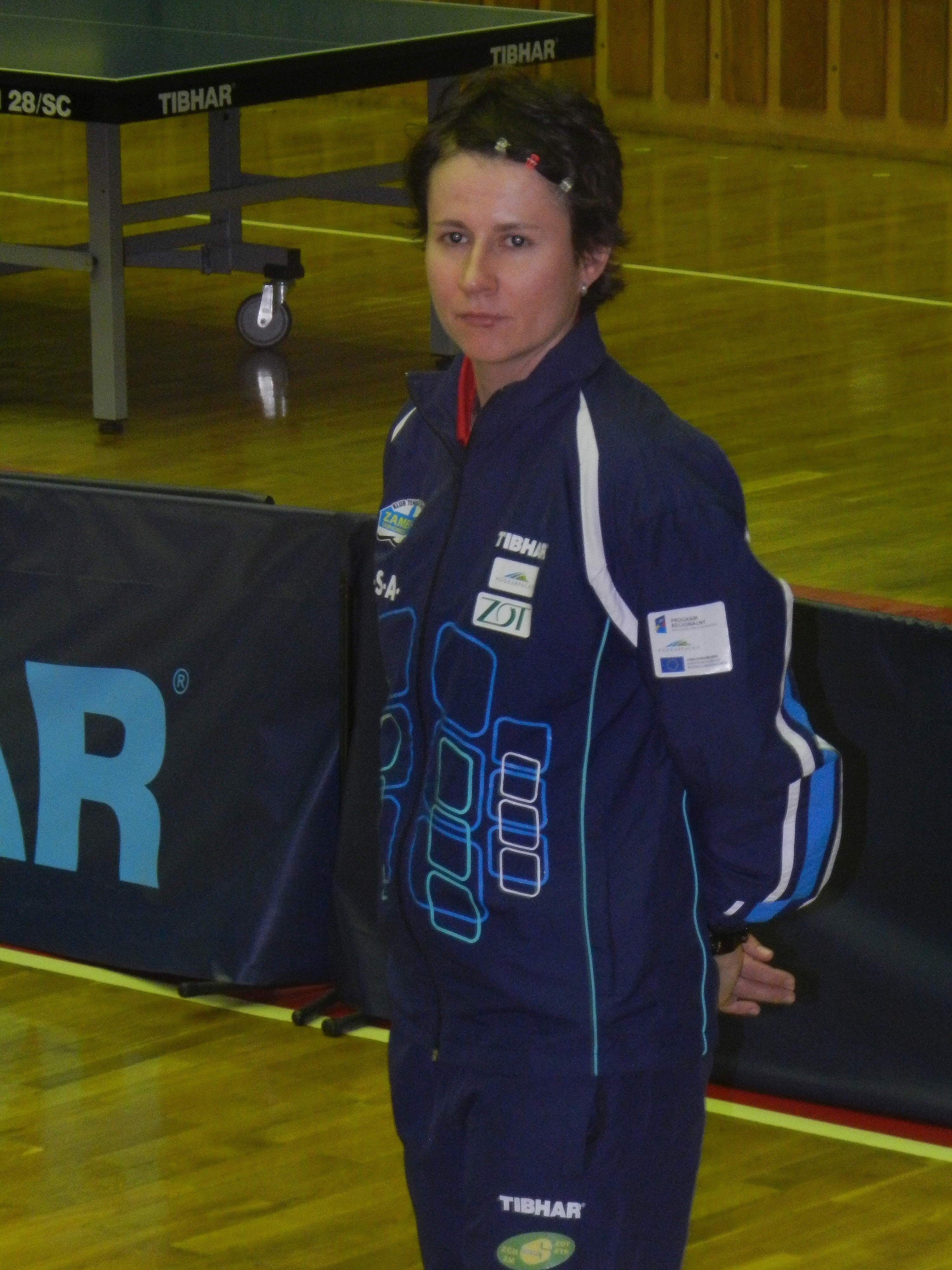
Renata Štrbíková. Zawodniczka KTS Tarnobrzeg w latach 2010-2015.

Klub Tenisa Stołowego Enea Siarkopol Tarnobrzeg – polski klub tenisa stołowego z siedzibą w Tarnobrzegu, założony 1 czerwca 1987 roku. Do 1994 roku należał do sekcji klubu sportowego KS Siarka Tarnobrzeg.
Trenerem drużyny od początku istnienia klubu jest Zbigniew Nęcek. Jest jedynym polskim klubem w tej dyscyplinie sportu, który zwyciężył w rozgrywkach Ligi Mistrzów ETTU.

## Największe sukcesy
- Zwycięzca Ligi Mistrzyń ETTU: 2018/2019, 2021/2022, 2022/2023, 2023/2024[2]
- 2. miejsce w Lidze Mistrzyń ETTU: 2015/2016, 2016/2017
- 3-4. miejsce w Lidze Mistrzyń ETTU: 2013/2014, 2017/2018, 2024/2025
- Mistrzostwo w Pucharze ETTU: 2014/2015
- 2. miejsce w Pucharze ETTU: 2007/2008, 2008/2009, 2009/2010, 2012/2013
- 3-4. miejsce w Pucharze ETTU: 2001/2002, 2010/2011, 2011/2012
- 2. miejsce w Pucharze Europy: 1998/99
- 32-krotny Drużynowy Mistrz Polski (sezony 1990/91 do 2004/05 oraz od 2006/07 do 2020/21 i 2022/23 do 2023/24)
- 4-krotny Wicemistrz Polski (sezony 1989/90, 2005/06, 2021/22 i 2024/25)

W sezonie 1990/91 zespół zdobywa tytuł Mistrza Polski i dopiero w sezonie 2005/06 rozstaje się z nim przegrywając 1:2 finał play-off z GLKS WANZL SCANIA Nadarzyn. W następnym sezonie ponownie zdobywa tytuł i jest w jego posiadaniu, aż do 2022 roku. Wtedy KU AZS UE Wrocław w finale play-off pokonuje tarnobrzeski zespół w dwumeczu wygrywając 2:0.
Od 2007 roku tarnobrzeskie tenisistki przegrały tylko trzy spotkania w krajowych rozgrywkach ligowych. 6 grudnia 2011 roku pasmo 110 kolejnych zwycięstw przerywa SKTS Sochaczew wygrywając 3:2, 11 lutego 2020 roku zawodniczki KU AZS UE Wrocław wygrywają z tarnobrzeżankami 3:0, a 21 marca 2021 KU AZS PWSIP Metal-Technik Łomża pokonuje tarnobrzeski klub 3:1.

## Sezon 2023/24

### Kadra zespołu[3]
| KTS Enea Siarkopol Tarnobrzeg | KTS Enea Siarkopol Tarnobrzeg | KTS Enea Siarkopol Tarnobrzeg |
| Nazwisko i imię               | Narodowość                    | Data urodzenia                |
| ----------------------------- | ----------------------------- | ----------------------------- |
| Nęcek Zbigniew (trener)       | Polska                        | 11 października 1955          |
| Stefańska Kinga (kapitan)     | Polska                        | 22 stycznia 1980              |
| Han Ying                      | Niemcy                        | 29 kwietnia 1983              |
| Samara Elizabeta              | Rumunia                       | 15 kwietnia 1989              |
| Yu Fu                         | Portugalia                    | 29 listopada 1978             |
| Bajor Natalia                 | Polska                        | 7 marca 1997                  |
| Kobosz Łucja                  | Polska                        | 2011                          |

## Występy w Ekstraklasie
| Występy KTS Tarnobrzeg w Ekstraklasie | Występy KTS Tarnobrzeg w Ekstraklasie                            | Występy KTS Tarnobrzeg w Ekstraklasie |
| Sezon                                 | Lokata                                                           | Skład drużyny |
| ------------------------------------- | ---------------------------------------------------------------- | --- |
| 1987/88                               | 1 miejsce w II lidze. Awans do ekstraklasy po turnieju barażowym | Daniela Bartosińska (K), Danuta Tatara, Jadwiga Jankiewicz, Anna Wnuk, Elżbieta Pierożek, Bożena Gręba, Renata Zbyrad                                    |
| 1988/89                               | 8 miejsce w ekstraklasie i utrzymanie się po turnieju barażowym  | skład z sezonu 1987/88 |
| 1989/90                               | Wicemistrzostwo Polski                                           | Daniela Bartosińska (K), Danuta Tatara, Tamara Czigwincewa, Małgorzata Turalska, Anna Wnuk, Renata Zbyrad                                                |
| 1990/91                               | Mistrzostwo Polski                                               | Daniela Bartosińska (K), Danuta Tatara, Tamara Czigwincewa, Małgorzata Turalska, Bożena Polińska                                                         |
| 1991/92                               | Mistrzostwo Polski                                               | Agnieszka Gieraga (K), Tamara Czigwincewa, Bożena Polińska, Joanna Iwanek, Małgorzata Nastaj                                                             |
| 1992/93                               | Mistrzostwo Polski                                               | Agnieszka Gieraga (K), Li Yueling, Elena Kovtun, Joanna Iwanek, Bożena Polińska, Małgorzata Nastaj                                                       |
| 1993/94                               | Mistrzostwo Polski                                               | Agnieszka Gieraga (K), Li Yueling, Elena Kovtun, Alina Mikijaniec, Bożena Polińska, Małgorzata Nastaj                                                    |
| 1994/95                               | Mistrzostwo Polski                                               | Agnieszka Gieraga (K), Li Yueling, Joanna Narkiewicz, Kinga Stefańska, Miao Miao, Liang Na                                                               |
| 1995/96                               | Mistrzostwo Polski                                               | Agnieszka Gieraga (K), Anna Januszyk, Li Yueling, Kinga Stefańska, Liang Na                                                                              |
| 1996/97                               | Mistrzostwo Polski                                               | Agnieszka Gieraga (K), Elena Kovtun, Anna Januszyk, Kinga Stefańska                                                                                      |
| 1997/98                               | Mistrzostwo Polski                                               | Agnieszka Gieraga (K), Wanda Lityńska-Sydorenko, Liu Feng, Elena Kovtun, Anna Januszyk, Kinga Stefańska                                                  |
| 1998/99                               | Mistrzostwo Polski                                               | Anna Januszyk (K), Du Jing, Elena Kovtun, Wanda Lityńska-Sydorenko, Kinga Stefańska                                                                      |
| 1999/00                               | Mistrzostwo Polski                                               | Anna Januszyk (K), Wang Huijing, Wang Yajing, Elena Kovtun, Wanda Lityńska-Sydorenko, Kinga Stefańska                                                    |
| 2000/01                               | Mistrzostwo Polski                                               | Wanda Lityńska-Sydorenko (K), Xu Na, Hu Xinyue, Kinga Stefańska                                                                                          |
| 2001/02                               | Mistrzostwo Polski                                               | Wanda Lityńska-Sydorenko (K), Xu Na, Liu Yuanyuan, Kinga Stefańska, Barbara Janda                                                                        |
| 2002/03                               | Mistrzostwo Polski                                               | Wanda Lityńska-Sydorenko (K), Xu Na, Kinga Stefańska, Barbara Janda                                                                                      |
| 2003/04                               | Mistrzostwo Polski                                               | Kinga Stefańska (K), Li Qian, Xu Na, Monika Pietkiewicz, Iwona Kuszaj, Anna Smykowska, Natalya Prosviernina                                              |
| 2004/05                               | Mistrzostwo Polski                                               | Kinga Stefańska (K), Li Qian, Monika Pietkiewicz, Anna Smykowska                                                                                         |
| 2005/06                               | Wicemistrzostwo Polski                                           | Kinga Stefańska (K), Li Qian, Zhou Xiao, Monika Pietkiewicz, Natalia Stasik, Magdalena Brzezowska                                                        |
| 2006/07                               | Mistrzostwo Polski                                               | Kinga Stefańska (K), Li Qian, Zhou Xiao, Eva Odorova, Hana Bartosova, Magdalena Brzezowska                                                               |
| 2007/08                               | Mistrzostwo Polski                                               | Kinga Stefańska (K), Li Qian, Zhou Xiao, Eva Odorova, Hana Bartosova                                                                                     |
| 2008/09                               | Mistrzostwo Polski                                               | Kinga Stefańska (K), Li Qian, Zhou Xiao, Hana Bartosova, Geng Ye                                                                                         |
| 2009/10                               | Mistrzostwo Polski                                               | Kinga Stefańska (K), Li Qian, Zhou Xiao, Magdalena Sikorska, Gu Wenjing                                                                                  |
| 2010/11                               | Mistrzostwo Polski                                               | Kinga Stefańska (K), Li Qian, Renata Štrbíková, Xu Jie                                                                                                   |
| 2011/12                               | Mistrzostwo Polski                                               | Kinga Stefańska (K), Li Qian, Park Mi-young, Renata Štrbíková, Xu Jie, Liu Li, Katarzyna Ślifirczyk                                                      |
| 2012/13                               | Mistrzostwo Polski                                               | Kinga Stefańska (K), Li Qian, Renata Štrbíková, Marharyta Pesoćka, Han Ying, Jia Jun, Wang Yixiao, Malwina Kantorowicz                                   |
| 2013/14                               | Mistrzostwo Polski                                               | Kinga Stefańska (K), Li Qian, Renata Štrbíková, Marharyta Pesoćka, Han Ying, Jia Jun, Roksana Załomska, Wang Yixiao                                      |
| 2014/15                               | Mistrzostwo Polski                                               | Kinga Stefańska (K), Li Qian, Renata Štrbíková, Han Ying, Natalia Partyka, Roksana Załomska                                                              |
| 2015/16                               | Mistrzostwo Polski                                               | Kinga Stefańska (K), Li Qian, Han Ying, Natalia Partyka, Mitsuki Yoshida, Pan Yingying                                                                   |
| 2016/17                               | Mistrzostwo Polski                                               | Kinga Stefańska (K), Li Qian, Han Ying, Wiktoria Pawłowicz, Andrea Todorović, Julia Szczepanik                                                           |
| 2017/18                               | Mistrzostwo Polski                                               | Kinga Stefańska (K), Li Qian, Han Ying, Wiktoria Pawłowicz, Elizabeta Samara, Andrea Todorović, Julia Szczepanik                                         |
| 2018/19                               | Mistrzostwo Polski                                               | Kinga Stefańska (K), Li Qian, Han Ying, Wiktoria Pawłowicz, Elizabeta Samara, Gu Rouchen, Agata Zakrzewska, Julia Szczepanik                             |
| 2019/20                               | Mistrzostwo Polski                                               | Kinga Stefańska (K), Li Qian, Han Ying, Wiktoria Pawłowicz, Elizabeta Samara, Gu Rouchen, Wu Yue, Agata Zakrzewska, Julia Szczepanik                     |
| 2020/21                               | Mistrzostwo Polski                                               | Kinga Stefańska (K), Li Qian, Han Ying, Wiktoria Pawłowicz, Elizabeta Samara, Gu Rouchen, Ślązak Julia, Agata Zakrzewska, Julia Szczepanik               |
| 2021/22                               | Wicemistrzostwo Polski                                           | Kinga Stefańska (K), Yu Fu, Li Qian, Han Ying, Wiktoria Pawłowicz, Elizabeta Samara, Gu Rouchen, Agata Zakrzewska, Julia Szczepanik, Aleksandra Michalak |
| 2022/23                               | Mistrzostwo Polski                                               | Kinga Stefańska (K), Yu Fu, Han Ying, Elizabeta Samara, Natalia Bajor                                                                                    |
| 2023/24                               | Mistrzostwo Polski                                               | Kinga Stefańska (K), Yu Fu, Han Ying, Elizabeta Samara, Natalia Bajor, Łucja Kobosz                                                                      |
| 2024/25                               | Wicemistrzostwo Polski                                           | Yu Fu, Han Ying, Elizabeta Samara, Natalia Bajor, Kinga Stefańska, Odo Satsuki, Agata Zakrzewska                                                         |

## Występy w rozgrywkach europejskich
| Występy KTS Tarnobrzeg w rozgrywkach europejskich | Występy KTS Tarnobrzeg w rozgrywkach europejskich | Występy KTS Tarnobrzeg w rozgrywkach europejskich                                                                            | Występy KTS Tarnobrzeg w rozgrywkach europejskich                              | Występy KTS Tarnobrzeg w rozgrywkach europejskich                              |
| Sezon                                             | Rozgrywki                                         | Przeciwnicy | Wynik meczu                                                                    | Lokata                                                                         |
| ------------------------------------------------- | ------------------------------------------------- | --- | ------------------------------------------------------------------------------ | ------------------------------------------------------------------------------ |
| 1990/91                                           | Nancy Evans Cup                                   | Klettham Erding e.V | 2:5                                                                            | 33-64                                                                          |
| 1991/92                                           | Puchar Europy Mistrzów Klubowych                  | Bespo-Irene Tilburg SPVG Steinhagen                                                                                          | 5:1 0:5                                                                        | 9-16                                                                           |
| 1992/93                                           | Puchar Europy Mistrzów Klubowych                  | HOI Noordkop | 1:4                                                                            | 9-16                                                                           |
| 1993/94                                           | Puchar Europy Mistrzów Klubowych                  | Bespo-Irene Tilburg CS Universitatea Ijpips Constanta                                                                        | 4:0 0:4 (wo)                                                                   | 9-16                                                                           |
| 1994/95                                           | Puchar Europy Mistrzów Klubowych                  | DT Etzella Ettelbrück Statisztika Budapeszt                                                                                  | 4:3 1:4                                                                        | 5-8 (ćwierćfinał)                                                              |
| 1995/96                                           | Puchar Europy Mistrzów Klubowych                  | Halmstad TTC SK Plama Pleven BFL Grove                                                                                       | 4:3 4:1 0:4                                                                    | 5-8 (ćwierćfinał)                                                              |
| 1996/97                                           | Puchar Europy Mistrzów Klubowych                  | Athletic Center Zografou FC Langweid                                                                                         | 4:0 1:4                                                                        | 5-8 (ćwierćfinał)                                                              |
| 1997/98                                           | Puchar Europy Mistrzów Klubowych                  | Nitel Niżny Nowogrod FC Langweid                                                                                             | 4:2 0:4                                                                        | 5-8 (ćwierćfinał)                                                              |
| 1998/99                                           | Puchar Europy Mistrzów Klubowych                  | Roxdana Rogatin DTK Schoonderbeck Galaxis Lubeka Statisztika Budapeszt                                                       | 4:1 4:0 4:1, 3:4 2:4, 1:4                                                      | Wicemistrzostwo Europy                                                         |
| 1999/00                                           | Puchar Europy Mistrzów Klubowych                  | Askö Erdgas Linz | 2:4                                                                            | 5-8 (ćwierćfinał)                                                              |
| 2000/01                                           | Puchar Europy Mistrzów Klubowych                  | STK Aladza Foca Sarajewo Askö Erdgas Linz                                                                                    | 3:0 2:3                                                                        | 5-8 (ćwierćfinał)                                                              |
| 2001/02                                           | Puchar Europy Mistrzów Klubowych                  | Mladost Zagrzeb DTK Henk Hen Hoor Klazinaveen                                                                                | 3:1 1:3, 0:3                                                                   | 3-4 (półfinał)                                                                 |
| 2002/03                                           | Puchar Europy Mistrzów Klubowych                  | TTC Basel Statisztika Budapeszt                                                                                              | 3:1, 3:2 1:3, 1:3                                                              | 5-8 (ćwierćfinał)                                                              |
| 2003/04                                           | Puchar Europy Mistrzów Klubowych                  | BTK Ballerupsel Statisztika Budapeszt                                                                                        | 3:0, 3:0 1:3, 0:3                                                              | 5-8 (ćwierćfinał)                                                              |
| 2004/05                                           | Puchar Europy Mistrzów Klubowych                  | ADC Ponta do Pargo Askö Erdgas Linz                                                                                          | 2:3, 3:1 2:3, 3:2                                                              | 5-8 (ćwierćfinał)                                                              |
| 2005/06                                           | Puchar ETTU Nancy Evans CUP                       | Oreshaza Hungarotel Kosmos Podolsk TTC Neuhausen Dalenergoset Proekt Władywostok                                             | 3:0 3:1 3:0 1:3                                                                | 9-16                                                                           |
| 2006/07                                           | Puchar ETTU Nancy Evans CUP                       | GDD Estreito Budapest SE Evromost Krasnodar Homberger TS                                                                     | 3:2 3:0 3:1 1:3                                                                | 9-16                                                                           |
| 2007/08                                           | Puchar ETTU Nancy Evans CUP                       | ALCL Grand Quevilly TT 3B Berlin Tischtennis e.V UCAM Cartagena Dalenergoset Proekt Władywostok                              | 3:1 3:0 1:3, 3:1 (lepszy bilans) 3:1, 1:3 (gorszy bilans)                      | Wicemistrzostwo Europy                                                         |
| 2008/09                                           | Puchar ETTU Nancy Evans CUP                       | STK Aquaestill Duga Resa USS Berthevin St Loup/Dorat USO Mondeville UCAM Cartagena                                           | 3:0 3:1 3:0 (wo) 3:2, 2:3 (gorszy bilans)                                      | Wicemistrzostwo Europy                                                         |
| 2009/10                                           | Puchar ETTU Nancy Evans CUP                       | STSK Topolcany ADC Ponta do Pargo Dalenergoset Proekt Władywostok UCAM Cartagena                                             | 3:0 2:3, 3:2 (lepszy bilans) 3:0, 3:2 0:3, 1:3                                 | Wicemistrzostwo Europy                                                         |
| 2010/11                                           | Puchar ETTU Nancy Evans CUP                       | Mataro Quadis Dalenergoset Proekt Władywostok TTC Berlin Eastside                                                            | 3:1 3:1, 3:2 3:1, 0:3                                                          | 3-4 (półfinał)                                                                 |
| 2011/12                                           | Puchar ETTU Nancy Evans CUP                       | Suris Calella Lyssois Lille Metropole Dalenergoset Proekt Władywostok                                                        | 3:1 3:0, 3:1 2:3, 0:3                                                          | 3-4 (półfinał)                                                                 |
| 2012/13                                           | Puchar ETTU Nancy Evans CUP                       | Club Pongiste Lyssois Lille Metropole Evromost Kubań Krasnodar Tennis de Table Saint Quentin Fenerbahçe Spor Kulübü Istanbul | 3:1 3:0, 3:2 3:0, 3:0 1:3, 0:3                                                 | Wicemistrzostwo Europy                                                         |
| 2013/14                                           | European Champions League ETTU                    | Budaörsi SC 2i Sport Club Budapest Linz AG Froschberg Tyumen Fenerbahçe Spor Kulübü Istanbul                                 | 3:0, 3:1 1:3, 2:3 3:0, 3:1 2:3, 3:2 (gorszy bilans)                            | 3-4 (półfinał)                                                                 |
| 2014/15                                           | European Champions League ETTU                    | Szekszard AC Fenerbahçe Spor Kulübü Istanbul SVNÖ Ströck Schwechat                                                           | 3:1, 2:3 0:3, 1:3 3:2, 2:3                                                     | Trzecie miejsce w grupie A (gorszy bilans)                                     |
| 2014/15                                           | Puchar ETTU Nancy Evans CUP                       | SKST Mart Hodonin TMK Tagmet Taganrok Metz TT                                                                                | 3:0, 3:0 3:0, 3:1 3:1, 3:2                                                     | Mistrzostwo Europy                                                             |
| 2015/16                                           | European Champions League ETTU                    | CP LYSSOIS Lille Metropole Linz AG Froschberg Fenerbahçe Spor Kulübü Istanbul UCAM Cartagena TTC Berlin Eastside             | 1:3, 3:1 3:2, 3:2 3:1, 2:3 3:1, 3:1 2:3, 0:3                                   | Wicemistrzostwo Europy                                                         |
| 2016/17                                           | European Champions League ETTU                    | SKST Stavoimpex Hodonin Metz TT UCAM Cartagena Szekszard AC TTC Berlin Eastside                                              | 3:1, 3:1 1:3, 3:0 0:3, 3:0 (lepszy bilans) 3:1, 3:0 3:2, 1:3                   | Wicemistrzostwo Europy                                                         |
| 2017/18                                           | European Champions League ETTU                    | TUS BAD Driburg CP LYSSOIS Lille Metropole Linz AG Froschberg Dr. Časl                                                       | 3:0, 3:0 3:1, 3:0 3:1, 3:1 3:2, 1:3                                            | 3-4 (półfinał)                                                                 |
| 2018/19                                           | European Champions League ETTU                    | SKÖ LZ Linz Froschberg SKST STAVOIMPEX Hodonin Sporting Clube de Portugal Linz AG Froschberg Dr. Časl                        | 3:1, 3:2 3:0, 1:3 3:1, 3:1 3:2, 3:2                                            | Mistrzostwo Europy                                                             |
| 2019/20                                           | European Champions League ETTU                    | Metz TT SH-ITB Budaörsi 2i SC SKST STAVOIMPEX Hodonin                                                                        | 3:0, 3:0 3:1, 3:1 3:2, 3:1                                                     | Mistrzostwo Europy                                                             |
| 2020/21                                           | European Champions League ETTU                    | Rezygnacja z wyjazdu na turniej do Austrii z powodu sytuacji epidemiologicznej                                               | Rezygnacja z wyjazdu na turniej do Austrii z powodu sytuacji epidemiologicznej | Rezygnacja z wyjazdu na turniej do Austrii z powodu sytuacji epidemiologicznej |
| 2021/22                                           | European Champions League ETTU                    | TT Moravsky Krumlov Linz AG Froschberg Saint Denis US 99 TT Saint Quentin Linz AG Froschberg TTC Berlin Eastside             | 3:0 3:0 3:0, 3:0 2:3, 3:1 3:2, 3:2                                             | Mistrzostwo Europy                                                             |
| 2022/23                                           | European Champions League ETTU                    | Tecnigen Linares Erival Clairefontaine ASRTT TTC Novi Sad UCAM Cartagena TM Metz TT                                          | 3:0, 3:0 3:0, 3:0 3:0, 3:0                                                     | Mistrzostwo Europy                                                             |
| 2023/24                                           | European Champions League ETTU                    | TT Joué les Tours TTC Novi Sad ASD Quattro Mori LINZ AG Froschberg Etival ASRTT                                              | 3:0, 3:0 3:1, 3:0 2:3, 3:2, 2:1 d. 3:0, 3:2 3:2, 3:1                           | Mistrzostwo Europy                                                             |
| 2024/25                                           | European Champions League ETTU                    | TTC Novi Sad TT Saint Quentin ASD Quattro Mori TTC Berlin eastseide                                                          | 3:1, 3:0 3:1, 3:1 3:2, 3:0 3:1, 0:3, dogr. 0:2                                 | 3-4 (półfinał)                                                                 |

## Poszczególne sezony KTS Tarnobrzeg
- Sezon 2016/2017
- Sezon 2015/2016
- Sezon 2014/2015
- Sezon 2013/2014
- Sezon 2012/2013